# Michaił Zygar
Michaił Zygar (ur. 1981) – rosyjski dziennikarz i pisarz, były redaktor naczelny niezależnego kanału telewizyjnego w Rosji TV Dożd, dawniej korespondent wojenny gazety Kommiersant. Autor książek nt. współczesnej Rosji, m.in.:
- Gazprom. Rosyjska broń (2008);
- Wszyscy ludzie Kremla (2015);
- Imperium powinno umrzeć (2018)[1][2];
- Wojna i kara: Putin, Zełenski i geneza rosyjskiej inwazji na Ukrainę (2024)[3].

W 2014 roku otrzymał International Press Freedom Award.